# Полежаевская
«Полежа́евская» — станция Московского метрополитена на Таганско-Краснопресненской линии. Связана пересадкой со станцией «Хорошёвская» на Большой кольцевой линии и наземной пересадкой со станцией «Хорошёво» на Московском центральном кольце. Расположена в Хорошёвском районе (САО); одна из немногих станций московского метро, названных не по топониму; своё название она получила в честь строителя метрополитена Василия Полежаева. Открыта 30 декабря 1972 года в составе участка «Баррикадная» — «Октябрьское Поле». Колонная трёхпролётная станция мелкого заложения с двумя островными платформами и тремя путями.

## История
Станция открыта 30 декабря 1972 года в составе участка «Баррикадная» — «Октябрьское Поле», после ввода в эксплуатацию которого в Московском метрополитене стало 96 станций.
Названа в честь В. Д. Полежаева, который в годы строительства первой очереди Московского метрополитена был бригадиром проходчиков, а в 1958—1972 годах работал начальником Московского метростроя (на одном из вестибюлей данной станции имеется мемориальная доска). Одна из немногих московских станций, получивших название не по городскому объекту, расположенному поблизости.

### Реконструкция восточного вестибюля
14 ноября 2015 года восточный вестибюль был закрыт в связи с реконструкцией в ходе строительства перехода на станцию «Хорошёвская» Большой кольцевой линии. По этой причине, с целью распределения пассажиропотока, для пассажиров была открыта вторая платформа станции. Ориентировочное окончание работ было намечено на 30 декабря 2016 года. Однако данный срок не был выдержан, сроки открытия сдвигались ещё несколько раз, и в итоге восточный вестибюль был открыт 26 февраля 2018 года. После открытия вестибюля и переходов режим работы платформ был сохранён в постоянном режиме.

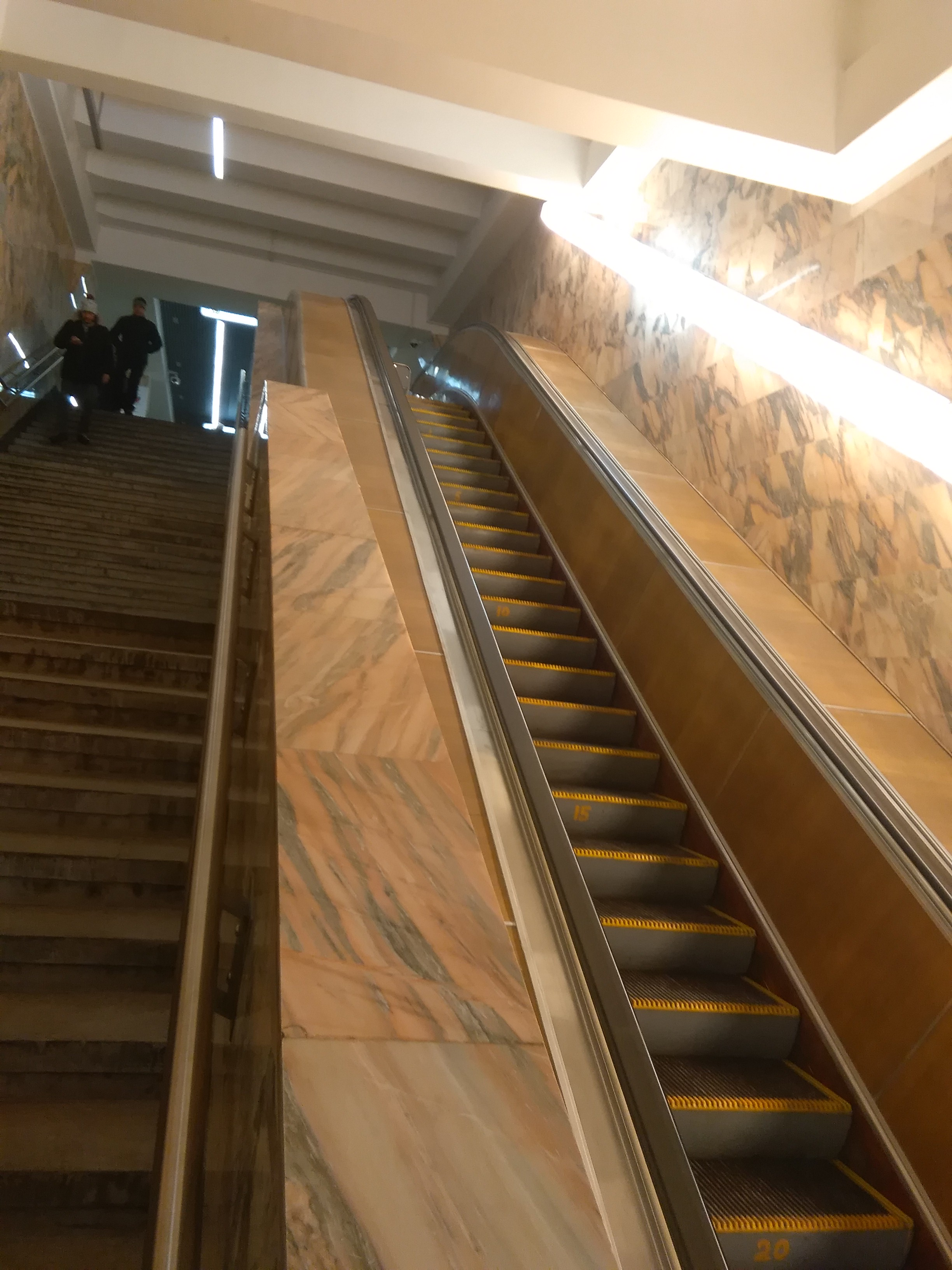
Эскалатор на южной платформе в восточном вестибюле после реконструкции

### Реконструкция западного вестибюля
С 22 апреля 2018 года западный вестибюль был закрыт в связи с реконструкцией и организации второго перехода на станцию «Хорошёвская» Большой кольцевой линии, а с 1 ноября 2018 по 4 февраля 2019 года была закрыта лестница, ведущая к поездам в направлении центра. Ориентировочное окончание работ было намечено на 29 декабря 2018 года. Однако данный срок не был выдержан, и новым сроком открытия был назван май 2019 года. Позднее сроки открытия сдвигались ещё несколько раз, и в итоге западный вестибюль был открыт 17 октября 2019 года.

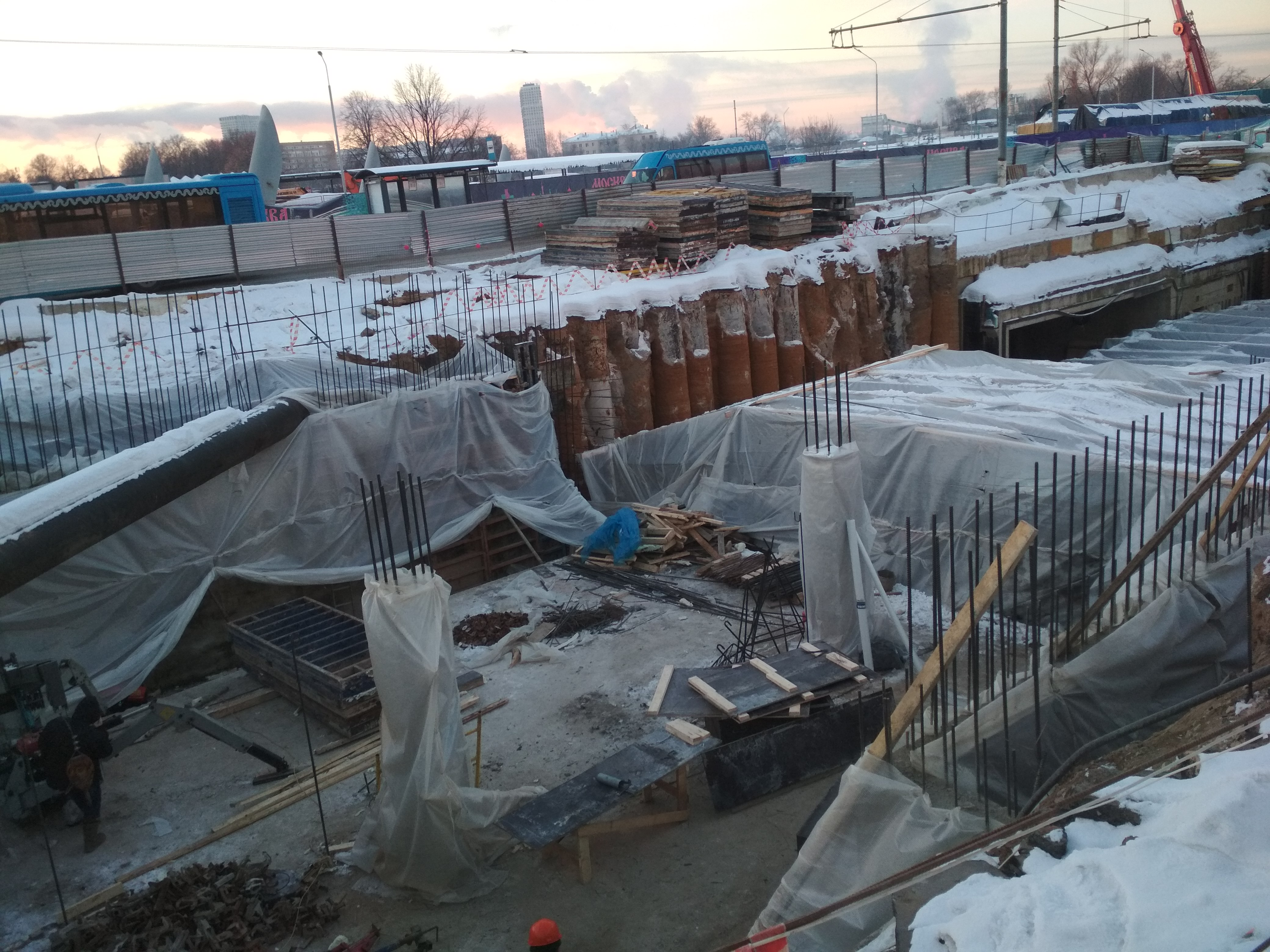
Состояние западного выхода станций Полежаевская и Хорошёвская на 23 января 2019 года
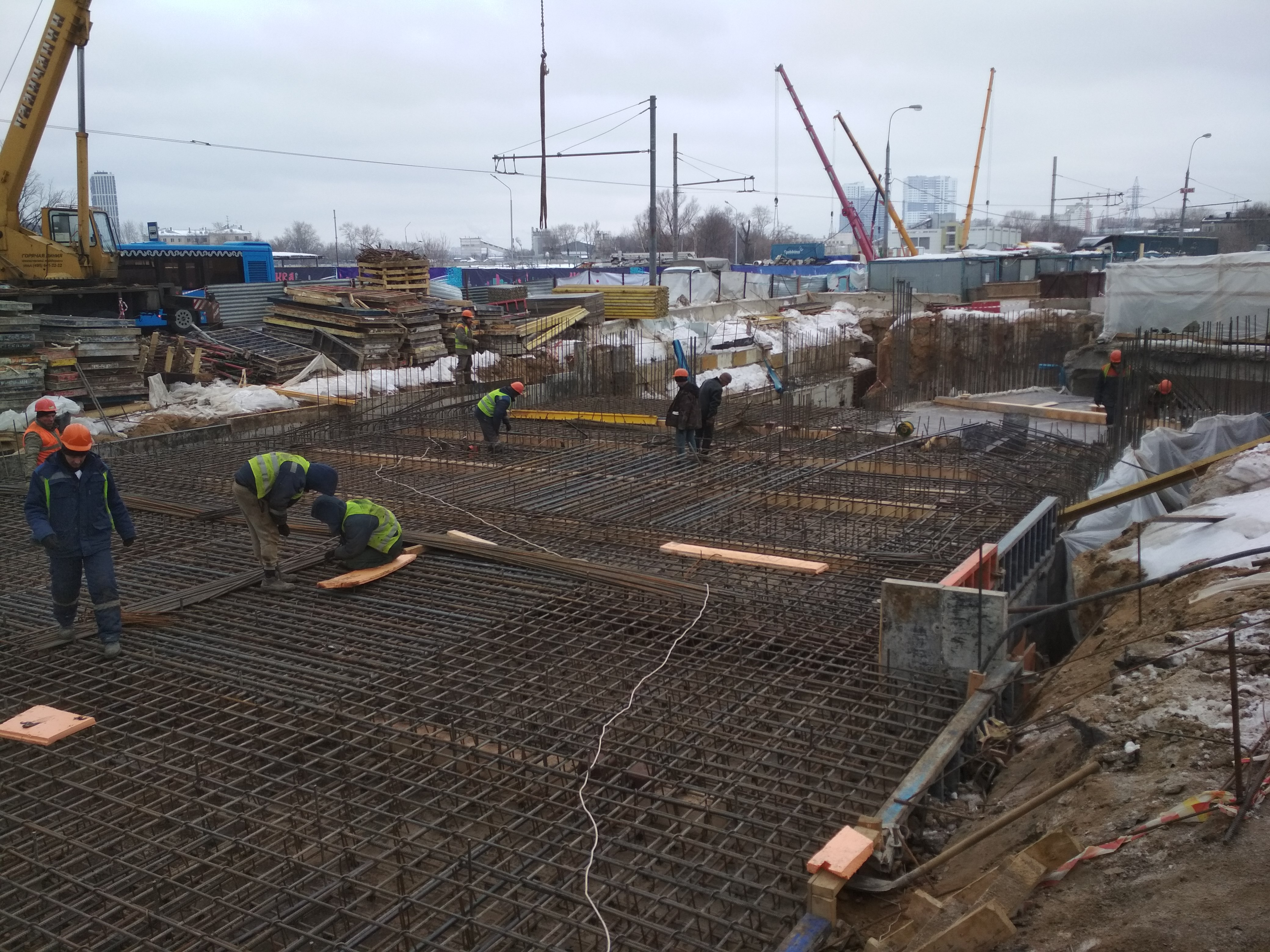
Работы на западном выходе станций Полежаевская и Хорошёвская 7 февраля 2019 года

## Расположение, вестибюли и пересадки
Расположена под Хорошёвским шоссе в месте примыкания к нему улицы Куусинена (Хорошёвский район). У станции два подземных вестибюля, каждый из которых выводит в подземный переход под Хорошёвским шоссе. К северо-западному подземному вестибюлю ведёт лестница, к юго-восточному подземному вестибюлю — лестница и два однониточных эскалатора (по одному на каждую из платформ, работают на подъём пассажиров).
Пересадка на станцию «Хорошёвская» Большой кольцевой линии осуществляется через оба вестибюля, наземный переход на платформу Хорошёво Московского центрального кольца осуществляется через западный вестибюль. При средней длине перехода в 200—300 метров, этот (Хорошёво — «Полежаевская») — один из самых длинных: 700 метров.

## Архитектура и оформление
Архитектурный проект станции был подготовлен архитекторами А. Ф. Фокиной и Л. Н. Поповым и инженером-конструктором Н. М. Силиной. Станционный зал имеет необычную для Московского метрополитена конфигурацию: две посадочные платформы и три пути. Это связано с тем, что станция строилась под организацию вилочного движения с возможным продлением метро в район Хорошёво-Мнёвники, однако в дальнейшем такой проект был отклонён. Из-за этого южная платформа станции долгое время не использовалась и была закрыта для пассажиров. С началом реконструкции восточного вестибюля в 2015 году для удобства пассажиров южная платформа, которая ранее использовалась исключительно в служебных целях, была открыта. Поезда, следующие по 1-му пути в центр (в сторону «Беговой»), ныне открывают свои двери справа. Платформа продолжила функционирование и после окончания реконструкции вестибюля.
Из-за наличия у станции трёхпутной структуры «Полежаевская» занимает 3-е место по ширине станционного зала среди станций Московского метрополитена (уступая только «Нижегородской» и «Партизанской»). Ширина платформ составляет 8 метров вместо стандартных 10.
Для повышения безопасности пассажиров, ожидающих поезд на платформе, в ноябре 2024 года была сделана синяя подсветка пути, расположенного в центральной части станционного зала. Лампочки, укреплённые под краем платформы, освещают путь по всей его длине.
Восьмигранные колонны станционного зала располагаются по центру каждой платформы и покрыты белым и жёлтым волнистым мрамором различных оттенков, а путевые стены облицованы белой глазурованной керамической плиткой. Пол станции выложен серым гранитом. Стены и колонны кассовых залов облицованы серым мрамором.

## Путевое развитие
Между «Полежаевской» и «Беговой» по первому пути расположена стрелка ответвления, ведущего на третий путь станции. Сам путь используется исключительно для ночного отстоя трёх составов (два в продолжении тупика и один — у платформы) и оснащён тупиковым упором. Третий путь образовался вследствие планов организовать на станции вилочное движение к Серебряному Бору, от которых отказались. В современности в его районе планируется возведение станции Рублёво-Архангельской линии.

## Станция в цифрах
- Глубина заложения — 10 метров;
- Длина тупикового пути — 340 метров;
- Количество колонн в ряду — 25;
- Таблица времени прохождения первого поезда через станцию[14]:

| По чётным числам                     | Будние дни | Выходные дни |
| По нечётным числам                   | Будние дни | Выходные дни |
| В сторону станции «Беговая»          | 05:58:00   | 05:56:00     |
| В сторону станции «Беговая»          | 05:58:00   | 05:58:00     |
| В сторону станции «Октябрьское Поле» | 06:09:00   | 06:11:00     |
| В сторону станции «Октябрьское Поле» | 06:07:00   | 06:10:00     |

## Станция в массовой культуре
- В компьютерной игре «Ночной дозор» по мотивам одноимённого литературного произведения С. В. Лукьяненко присутствует эпизод, разворачивающийся на станции «Полежаевская».
- Станция появилась в 1 серии 1 сезона сериала «Ангел или демон» на телеканале СТС.
- Станция упоминается в романе Д. А. Глуховского «Метро 2033».
- Станция фигурирует в финальной сцене фильма Киры Муратовой «Астенический синдром».
- На станции были сняты эпизоды фильмов «Май» 2007 года, «Про любовь» 2015 года, а также сериала «Туман рассеивается» 2010 года.

## Наземный общественный транспорт
На этой станции можно пересесть на следующие маршруты городского пассажирского транспорта:
- Автобусы: м35, 48, 155, 294, 322, с339, 345, с364, 390, 391, 403, 597, 800, т21, т65, т86, н14

## Галерея
| - Зал станции - Панорама среднего пути и южной платформы (2007 год) - Название станции на путевой стене (2015) |